# Братская могила участников Евпаторийского десанта
Братская могила участников Евпаторийского десанта — монумент, посвящённый погибшим участникам Евпаторийского десанта 1942 года. Располагается на 58-м километре шоссе Симферополь — Евпатория. Скульптура открыта в 1970 году.

## История
Тела погибших моряков Евпаторийского десанта с тральщика «Взрыватель» были захоронены 7 января 1942 года на берегу. В 1950-х годах на этом месте был установлен памятник матросу из непрочного бетона. 7 июня 1970 года этот памятник был заменён новой трёхфигурной скульптурной композицией. Авторами проекта выступили скульптор Н. И. Брацун и архитекторы В. Н. Ениосов, С. И. Кулев. Скульптурная композиция была изготовлена на экспериментальной мастерской Московского отделения художественного фонда СССР.
Известны имена 58 похороненных в братской могиле.
Решением Крымского облисполкома № 16 от 15 января 1980 года памятник получил охранный статус. Указом Министерства культуры Украины № 1364 от 22 ноября 2012 года монумент получил статус «памятника истории».

## Описание
Трёхфигурная скульптура изображает высадку Евпаторийского десанта. В центре — матрос, бросающий гранату. Сбоку также участники десанта, с гранатами и автоматом. Динамичность скульптуре придают развевающиеся на ветру плащ-накидки и направленность фигур вперёд. Скульптура выполнена из кованой меди.
На постаменте имеется надпись: «Ваш подвиг Отчизну славит, награда ему — бессмертие».

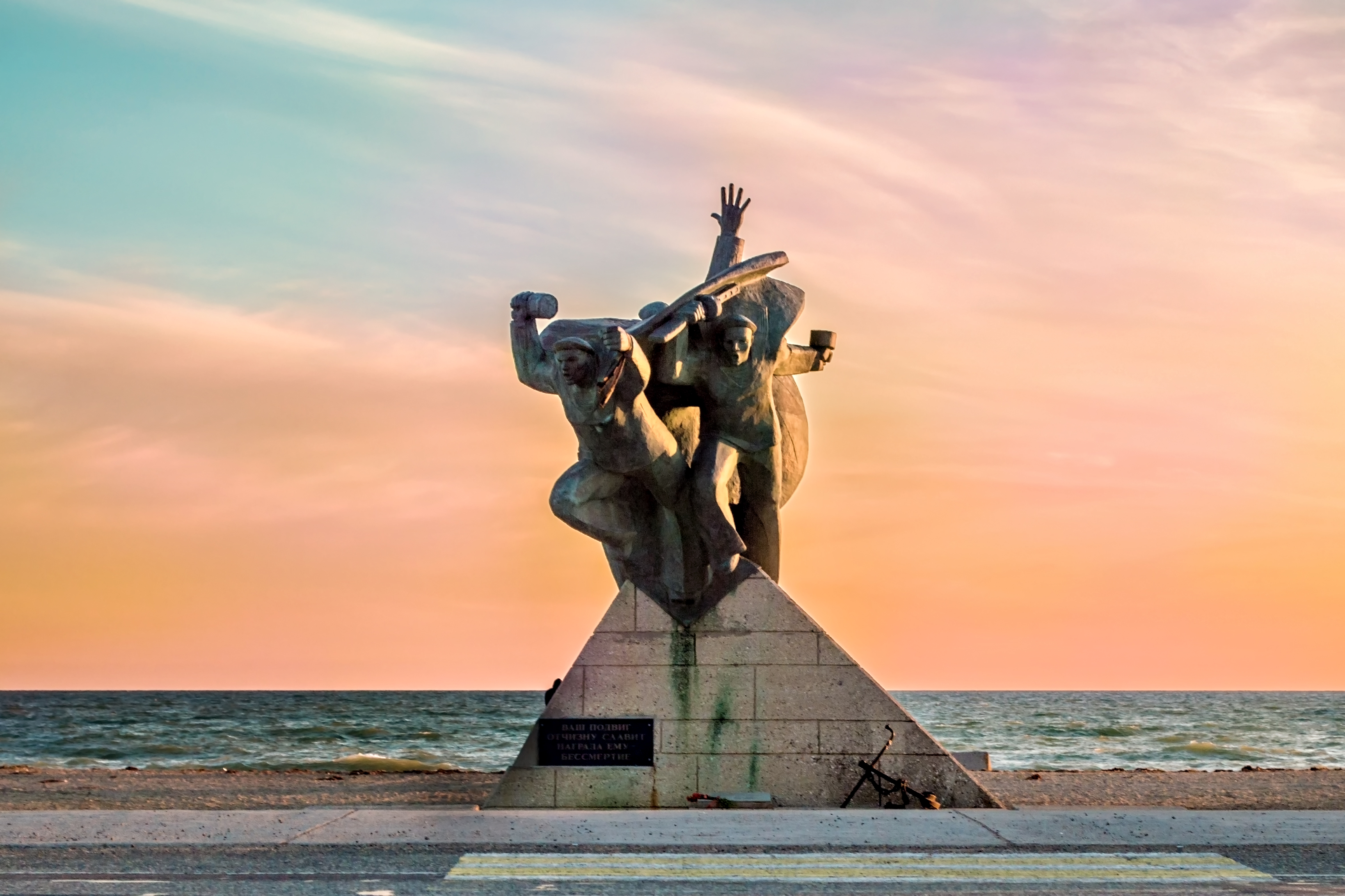
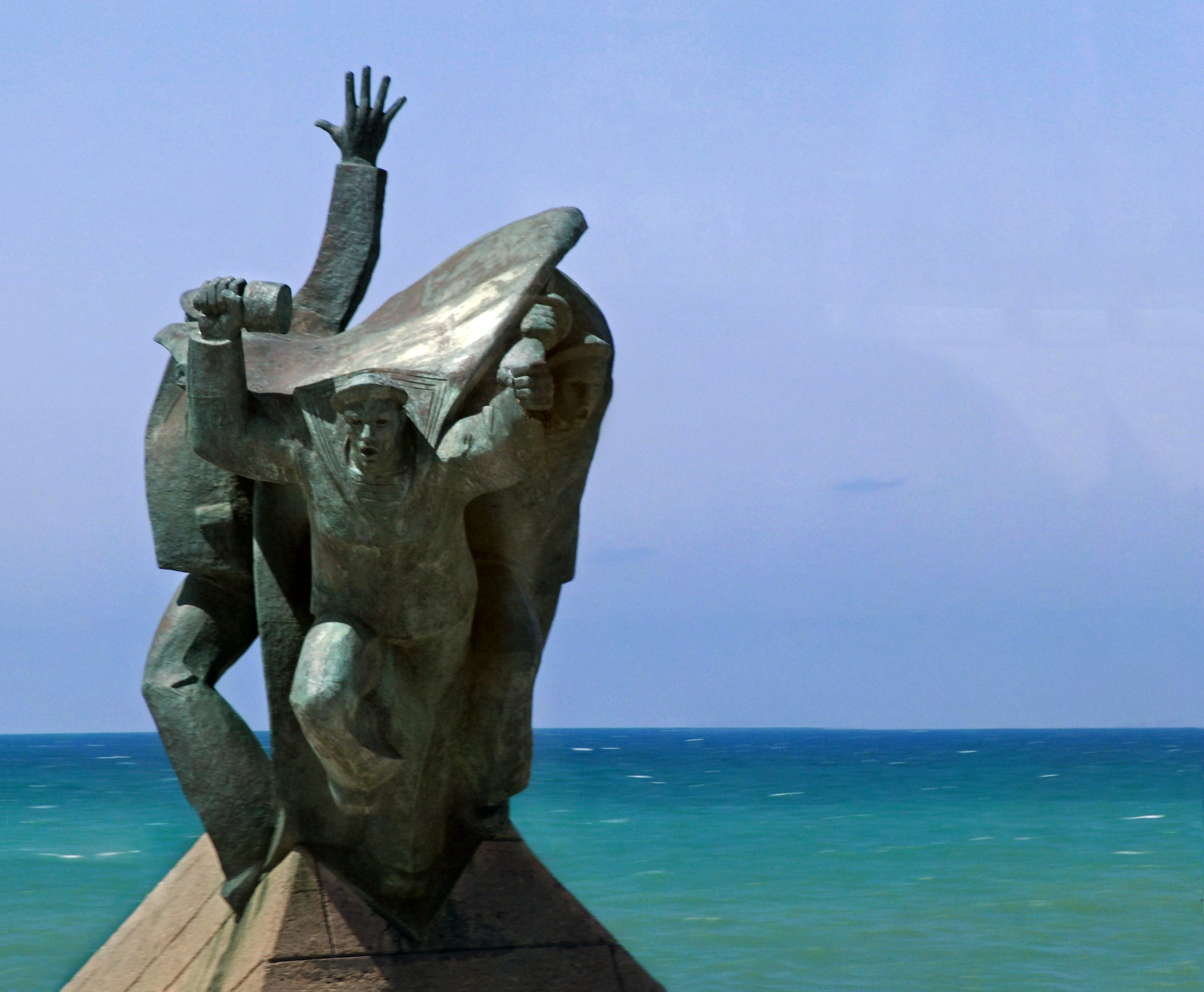
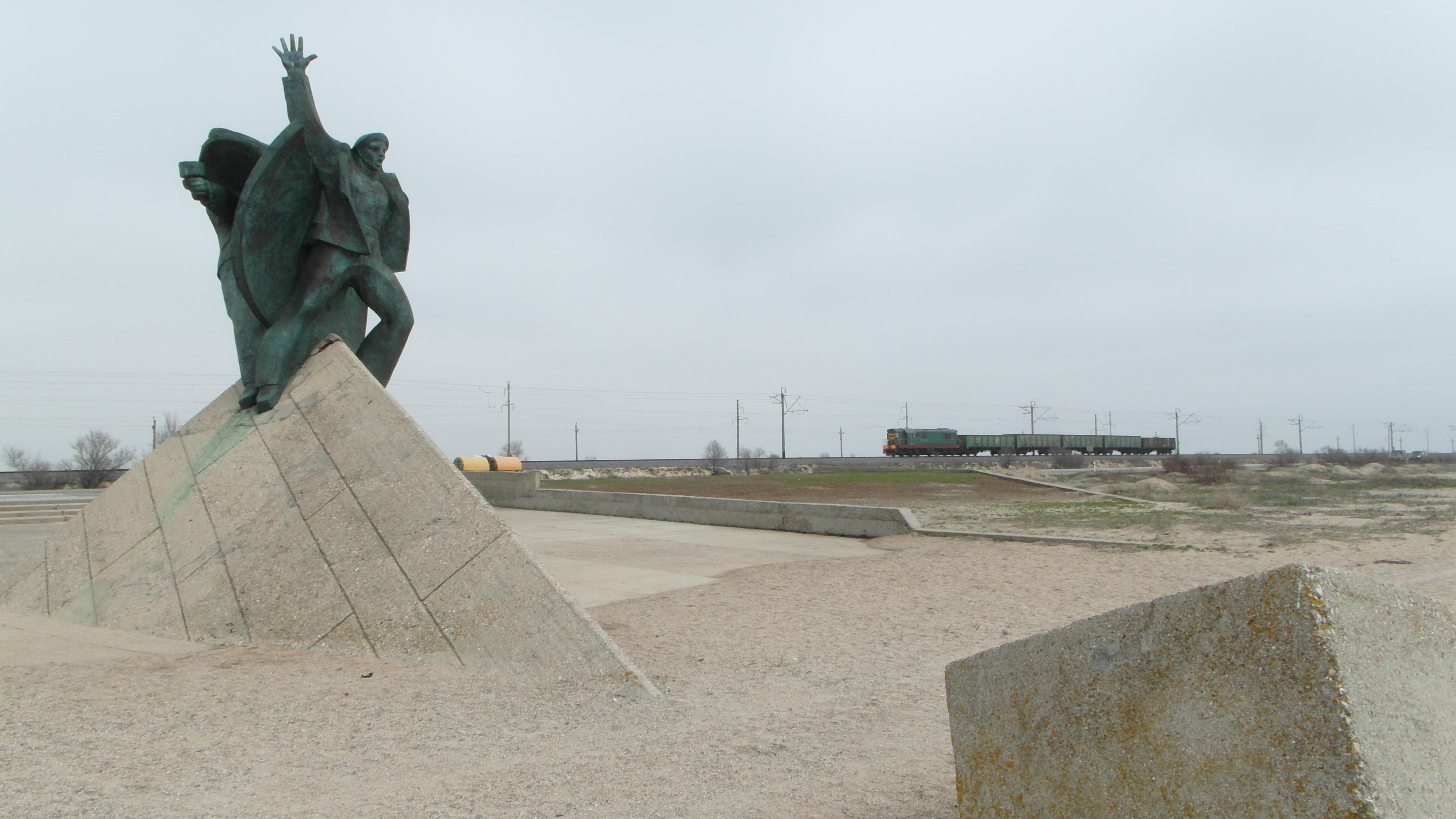